# Teocalli

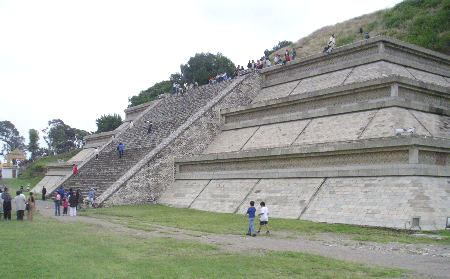
Os teocalli de Cholula

Um teocalli ( Nahuatl : "casa de Deus") é uma pirâmide mesoamericana encimada por um templo .  A pirâmide é escalonada e alguns dos rituais religiosos mais importantes do México pré-colombiano ocorriam no templo, no topo da pirâmide. 
O afamado, embora hoje inexistente, Huey Teocalli asteca("Grande Templo", em espanhol, Templo Mayor ) ficava próximo ao que hoje é a praça principal da Cidade do México, o Zócalo . Uma famosa pintura de 1848 de Emanuel Leutze retrata A Tomada de Teocalli por Cortez e suas tropas, que Leutze pintou quatro anos antes do seu clássico Washington Cruzando o Delaware . O poeta cubano José María Heredia escreveu um poema intitulado En el teocalli de Cholula ("Nos teocalli de Cholula").

## Na cultura contemporânea
O termo também é usado num contexto moderno por chicanos que fazem parte da Igreja Nativa Americana e por movimentos para reviver religiões indígenas, como o Mexicayotl, no contexto mexicano mais amplo. Grupos chicanos da Igreja Nativa Americana chamam sua organização de “teocalli”.